# Diane Duane
Œuvres principales
- Univers Star Trek
- Série Wizard

Diane Duane, née le 18 mai 1952 à New York, est un écrivain de science-fiction et de fantasy américaine. Ses travaux comprennent Young Wizards, une série fantastique pour ados, et Rihannsu, un roman de la série Star Trek.

## Biographie
Née à New York, elle a grandi à Roosevelt, Long Island. Après l'école, elle a fait des études d'infirmière et a pratiqué 2 ans en comme infirmière psychiatrique, jusqu'en 1976 où elle a déménagé en Californie et a travaillé comme assistante de David Gerrold.
Son premier roman a été publié en 1979 par Dell Publishing où elle a ensuite travaillé comme rédacteur pigiste. (Gerrold a écrit une "ouverture" à ce roman, au motif qu'il préfère les ouvertures aux introductions de Diane.) En 1981, elle a déménagé en Pennsylvanie. Elle a épousé l'auteur nord-irlandais Peter Morwood (en) en 1987 ; ils ont déménagé au Royaume-Uni et en Irlande, où elle réside actuellement dans le comté de Wicklow.

## Œuvres

### SérieWizards(en)
1. L'Initiation (en), Lumen, 2014 ((en) So You Want to Be a Wizard, 1983)  (ISBN 978-2371020009)Nouvelle édition révisée en 2012
2. Le Sacrifice (en), Lumen, 2014 ((en) Deep Wizardry, 1985)  (ISBN 978-2371020177)
3. L'Éveil (en), Lumen, 2015 ((en) High Wizardry, 1990)  (ISBN 978-2371020504)
4. (en) A Wizard Abroad (en), San Diego, Corgi, 1993, 1re éd., 368 p., poche (ISBN 978-0-15-216238-2)
5. (en) The Wizard's Dilemma (en), San Diego, Harcourt, 2001, 1re éd., 422 p., relié (ISBN 978-0-15-202551-9, LCCN 00012998)
6. (en) A Wizard Alone (en), San Diego, Harcourt Brace and Company, 2002 (ISBN 978-0-15-204562-3, OCLC 49902027, LCCN 2002007638)
7. (en) Wizard's Holiday (en), Orlando, Harcourt, 2003, 1re éd., 415 p., relié (ISBN 978-0-15-204771-9, OCLC 52846121, LCCN 2003013263)
8. (en) Wizards at War (en), Orlando, Houghton Mifflin Harcourt, 2005, 1re éd., relié (ISBN 978-0-15-204772-6, LCCN 2005002439)
9. (en) A Wizard of Mars (en), Boston, Houghton Mifflin Harcourt, avril 2010, 549 p. (ISBN 978-0-15-205449-6, LCCN 2009023851)
10. (en) Interim errantry : Three Tales of the Young Wizards, County Wicklow, Republic of Ireland, Errantry Press, 2015, 544 p. (ISBN 978-1-5186-8825-6, OCLC 934852154)
11. (en) Games Wizards Play, City, Houghton Mifflin Harcourt, 2016, 640 p. (ISBN 978-0-544-63371-1, OCLC 935912378, lire en ligne)

Une nouvelle située dans le même univers ayant pour titre Uptown Local a également été publié dans le cadre l'anthologie Dragons and Dreams de Jane Yolen et une lecture par Duane, est librement disponible sur son site Web sous forme de podcast.
Un script de film, Wizards on call a été construit à . Les lecteurs étaient en mesure de contribuer et de participer à l'édition du script. Pour l'instant, le projet est en attente.

### SérieFeline Wizards
La série se concentre sur les chats-sorciers, qui maintiennent la worldgates utilisée par les sorciers pour voyager entre les univers canonique. Elles ont lieu dans le même cadre que romans Young Wizards.
1. (en) Book of Night With Moon (en), Londres, Hodder and Stoughton, 1997 (ISBN 978-0-340-69329-2)
2. (en) To Visit the Queen (en), New York, Warner Books, 1998, 354 p. (ISBN 978-0-446-67318-1, LCCN 98036598), published in the UK as (en) On Her Majesty's Wizardly Service, Londres, Hodder & Stoughton, 1998 (ISBN 978-0-340-69330-8, OCLC 44440313)
3. (en) The Big Meow, 2011

### SérieAdult Wizards
Livres sur les sorciers adultes dans le même univers de la série Wizards.
- Theobroma (nouvelle publiée dans le recueil Wizards, Inc. en 2007)[2]

### Univers parallèles
L'univers de la série Young Wizards comprend des univers parallèles (So You Want to Be a Wizard (en) et Book of Night With Moon sont de bons exemples: les protagonistes Voyagent vers d'autres univers pour y résoudre des problèmes).
- Stealing the Elf-King's Roses  (ISBN 0-446-60983-8) est situé dans des univers initialement mentionnés dans les études de Nita dansSo You Want To Be A Wizard.

### SérieThe Middle Kingdoms
Aussi connu sous le nom Tale of the Five, cette série de haute fantaisie est en attente de finalisation depuis 1992.
Les livres se centrent sur certains des mêmes thèmes que la série plus connue Young Wizards; ceux qui détiennent le Blue Fire ont souvent les mêmes responsabilités que les sorciers menent le même combat contre l'entropie.
Dans So You Want to Be a Wizard le grimoire de Nita est écrit par "Hearnssen", une référence au protagoniste de The Door Into Fire, Herewiss s'Hearn (fils de Hearn), de sorte qu'il se peut que The Middle Kingdoms font partie du même faisceau d'univers que Young Wizards. Ajouter à cela, une porte interdimensionnelle dans The Door into Fire qui s'avère ouvrir sur la ville de New York.
Contrairement aux livres pour enfants de Duane, toutefois, le récit de la série traite ouvertement des questions de sexualité alternative. Dans The Middle Kingdoms, la bisexualité et de mariage de groupe (en) sont la norme. Duane travaille sur le volume final. The Door into Fire et The Door into Shadow sont sortis en réimpression omnibus appelée Tale of Five: The Sword and the Dragon.
1. The Door into Fire (1979)
2. The Door into Shadow (1984)
3. The Door into Sunset (1992)
4. The Door into Starlight (Non encore publié)

### SérieStar Trek
Elle a également écrit un certain nombre de romans de Star Trek:
La série originale est abrégée TOS (the original serie) et TNG The Next Generation
1. (en) The Wounded Sky (en), Star Trek: TOS #13, 1983
2. Ennemi, mon frère (My Enemy, My Ally (en)), Star Trek: TOS #18 (Rihannsu #1), 1984
3. (en) The Romulan Way (en), Star Trek: TOS #35 (Rihannsu #2), 1987 (coécrit avec son mari Peter Morwood)
4. L'univers de Spock(Spock's World (en)), Star Trek: TOS, 1988
5. Sur ordre du médecin (Doctor's Orders (en)), Star Trek: TOS #50, 1990
6. (en) Dark Mirror (Star Trek novel) (en), Star Trek: TNG, 1993, 337 p. (ISBN 0-671-79377-2)
7. (en) Intellivore, Star Trek: TNG: #45, 1997, 239 p. (ISBN 0-671-56832-9)
8. (en) Swordhunt, Star Trek: TOS #95 (Rihannsu #3), 2000, 229 p. (ISBN 0-671-04209-2, lire en ligne)
9. (en) Honor Blade, Star Trek: TOS #96 (Rihannsu #4), 2000, 220 p. (ISBN 0-671-04210-6)
10. (en) Sand and Stars, Star Trek: TOS, 2004, 432 p. (ISBN 0-7434-9658-2) (omnibus, contenant Spock's World et 'Sarek de A. C. Crispin)
11. (en) The Empty Chair, Star Trek: TOS (Rihannsu #5), 2006, 421 p. (ISBN 1-4165-0891-0)
12. (en) Rihannsu : The Bloodwing Voyages, Star Trek: TOS, 2006, 784 p. (ISBN 1-4165-2577-7) Un omnibus des quatre premiers romans Rihannsu, contenant des modifications mineures pour la cohérence de la réédition dans Swordhunt et Honor Blade.

Duane partage également les crédits de l'histoire de l'épisode TNG "Where No One Has Gone Before (en)" avec Michael Reaves.

### SérieHarbinger
La trilogie Harbinger, publié par Wizards of the Coast, est un jeu de l'univers Star*Drive. Bien que Duane n'est pas le seul auteur à écrire pour cet univers, elle fut la première.
1. (en) Starrise at Corrivale, octobre 1998, 377 p. (ISBN 0-7869-1179-4)
2. (en) Storm at Eldala, mars 1999, 345 p. (ISBN 0-7869-1334-7)
3. (en) Nightfall at Algemron, avril 2000, 344 p. (ISBN 0-7869-1563-3)

### SérieSpider-Man
Duane a écrit un certain nombre de romans Spider-Man pour Byron Preiss Multimedia entre 1994 et 1998. Ces travaux comprennent:
- (en) The Venom Factor, Venom Factor Book 1, New York, Marvel Comics, 1995, 343 p., poche (ISBN 978-1-57297-038-0, OCLC 33434864)
- (en) The Lizard Sanction, Venom Factor Book 2, New York, Byron Preiss Multimedia Co., 1995, 304 p., poche (ISBN 978-1-57297-148-6)
- (en) The Octopus Agenda, Venom Factor Book 3, New York, Byron Preiss Multimedia, 1997, 272 p. (ISBN 978-1-57297-279-7, OCLC 37467293)

### SérieGuardians of the Three
- Keeper of the City. 1989. Livre 2 de la série (écrit avec Peter Morwood).

### SérieSeaQuest DSV
- (en) SeaQuest DSV : The Novel, Londres, Millennium, 1994., 1994, 200 p., poche (ISBN 978-1-85798-205-3)

### SérieSpace Cops
1. (en) Mindblast, New York, Avon Books, juin 1991, 256 p., poche (ISBN 978-0-380-75852-4, LCCN 98811218)
2. (en) Kill Station, New York, Avon Books, janvier 1992, 256 p., poche (ISBN 978-0-380-75854-8, LCCN 91092089)
3. (en) High Moon, New York, Avon Books, mai 1992, poche (ISBN 978-0-380-75855-5, OCLC 25755320, LCCN 91092430)

### SérieX-COM
- (en) UFO Defense, 1995, 253 p. (ISBN 978-0-7615-0235-7)

### SérieX-Men
- (en) Empire's End, Prima Pub., 1995, 253 p., poche (ISBN 978-0-7615-0235-7, LCCN 95074905)

### SérieNet Force
En coauteur avec Tom Clancy et Steve Pieczenik
- Livre 1 : Virtual Vandals
- Livre 3 : One Is the Loneliest Number
- Livre 6 : End Game
- Livre 10 : Safe House
- Livre 13 : Deathworld
- Livre 16 : Runaways
- Livre 18 : Death Match

### Nouvelles
- "Parting Gifts" featured in Flashing Swords! #5: Demons and Daggers (1981), and released for free on her website as part of International Pixel-Stained Technopeasant Day (en)
- "Lior and the Sea" featured in Moonsinger's Friends (1986)
- "Apparitions" featured in The Further Adventures of Superman (1993)
- "The Dovrefell Cat" featured in Xanadu 2 (1995)
- "Don't Put That in Your Mouth, You Don't Know Where It's Been" featured in Don't Forget Your Space Suit, Dear (1996)
- "Recensions" featured in Amazing Magazine (1998)
- "Blank Check" in On Crusade: More Tales of the Knights Templar (1998)
- "1-900-nodream" featured in Perchance to Dream (2000)
- "Night Whispers" featured in Star Trek: Enterprise Logs (2000)
- "Herself" featured in "Emerald Magic" (2004)
- "The Fix" (2006)
- "Goths and Robbers" featured in the Doctor Who anthology Short Trips: The Quality of Leadership (en) (2008)

### BD
- "Ill Wind", five part graphic novel/miniseries for STAR TREK: THE NEXT GENERATION, DC Comics, New York: Autumn 1995-Spring 1996.
- "The Tale of Prince Ivan the Not-Too-Experienced", six-part comic script for THE DREAMERY, Epic Comics, December 1987 through August 1988.
- "The Last Word", STAR TREK #28: single-issue comic script for DC Comics, NYC, April 1986.
- "Double Blind", STAR TREK #24-25: two-part (comedy) comic script for DC Comics, NYC, Jan/février 1986.

### Autre production
Duane a récemment mis à disposition dans divers formats électronique un livre inédit, qui a été vendu à au moins deux éditeurs européens mais jamais édité en pratique en raison d'une restructuration interne dans une maison d'édition (Corgi) et de la vente d'une autre (Heyne Verlag).
Le roman, A Wind from the South, est le premier d'une trilogie racontant l'histoire d'une jeune fille née au XIe siècle dans une région reculée des Alpes. Cette jeune fille découvre peu à peu qu'elle est l'avatar physique d'une déesse romaine en exil, tandis que (en grandissant), elle est prise dans les remous politiques de l'époque de Guillaume Tell.
Duane est aussi l'auteure de la novélisation d'UFO: Enemy Unknown et de celle de plusieurs scripts d'Au-delà du réel. Elle a également écrit de nombreuses nouvelles, à peu près autant de fantasy que de science-fiction, qui ont paru dans diverses anthologies et collections au cours des vingt dernières années.

## Films et télévision
Duane a travaillé pour la télévision depuis le début des années 1980, dans un premier temps sur des scripts pour l'Hanna-Barbera animation studio (maintenant Cartoon Network). Après avoir écrit des scripts pour de nombreuses séries telles que Scooby and Scrappy-Doo (en), Capitaine Caverne, Space Stars, Fonz and the Happy Days Gang (en), Biskitts (en), and Laverne and Shirley in the Army (en), elle est allée travailler dans le domaine du développement et service comme rédacteur à Filmation, et, en 1985, a été engagée pour modifier l'histoire des séries d'animation Dinosaucers par Dic. Au cours de cette période, elle a également écrit des scripts pour Sunbow Productions (Glo Friends, Transformers, et Mon petit poney) et Walt Disney Productions (La Bande à Picsou). En 1986, elle a coécrit (avec Michael Reaves), le script de l'un des premiers épisodes de Star Trek : La Nouvelle Génération, "Where No One Has Gone Before".
Au début des années 1990 Duane a été embarquée comme auteur principale à bord de la série éducative "Science Challenge" de la BBC Television. Peu de temps après, elle a coécrit (avec son mari) des scripts pour Batman: The Animated Series de la Warner Bros Television et pour Gargoyles, les anges de la nuit de Walt Disney. Elle a également écrit le scénario pour le jeu d'aventure spatiale 1996 Privateer 2 - L'obscurcissement, mettant en vedette Clive Owen, Christopher Walken, Jürgen Prochnow et Mathilda May. Autres travaux pour l'écran de cette période incluent le scénario de l'épisode de One Space Island "Not In My Back Yard» (1998-1999).
En 2003, après avoir fait près de quatre ans de travaux de développement avec la société de production Tandem Communications (en) de Munich, en Allemagne, Duane et Peter Morwood coécrivent le scénario pour la mini-série Die Nibelungen de la télévision allemande. La minisérie est diffusée en Allemagne sur le réseau Sat.1 en fin novembre 2004, et un téléfilm (intitulé L'Anneau sacré) projeté au Royaume-Uni en décembre 2004. Un marathon de l'ensemble de la mini-série a été diffusé sur Channel Four au Royaume-Uni en décembre 2005. La minisérie est diffusée sur le Sci-Fi Channel aux États-Unis à la fin mars 2006 sous le titre Dark Kingdom: The Dragon King. La minisérie a aussi été publié en DVD aux États-Unis et de nombreux autres marchés, sous différents titres (le titre des États-Unis a été Curse of the Ring).
Duane a également été le coauteur du film Barbie Fairytopia en 2005. En 2010, elle coécrit le scénario du téléfilm The Lost Future de Mikael Salomon.
Une adaptation de So You Want To Be a Wizard est actuellement en travaux.

## Récompenses
- "Midnight Snack" (version cassette) : prix pour l'excellence en éducation de Media & Methods Magazine, 1987
- The Door Into Fire : deux fois nommé au John W. Campbell Award du meilleur nouvel auteur.
- Série "Young Wizards" : mention spéciale au prix Anne Spencer Lindbergh de littérature pour enfants, 2003[4].
- Wizard's Dilemma : nommé au prix Mythopoeic, 2002[5].
- Wizards at War : nommé au prix Mythopoeic, 2006[5].